# Львовский институт банковского дела
Льво́вский институ́т ба́нковского де́ла Национального банка Украины — высшее учебное заведение во Львове (Украина). Расположен на проспекте Т. Шевченко, 9.

## История

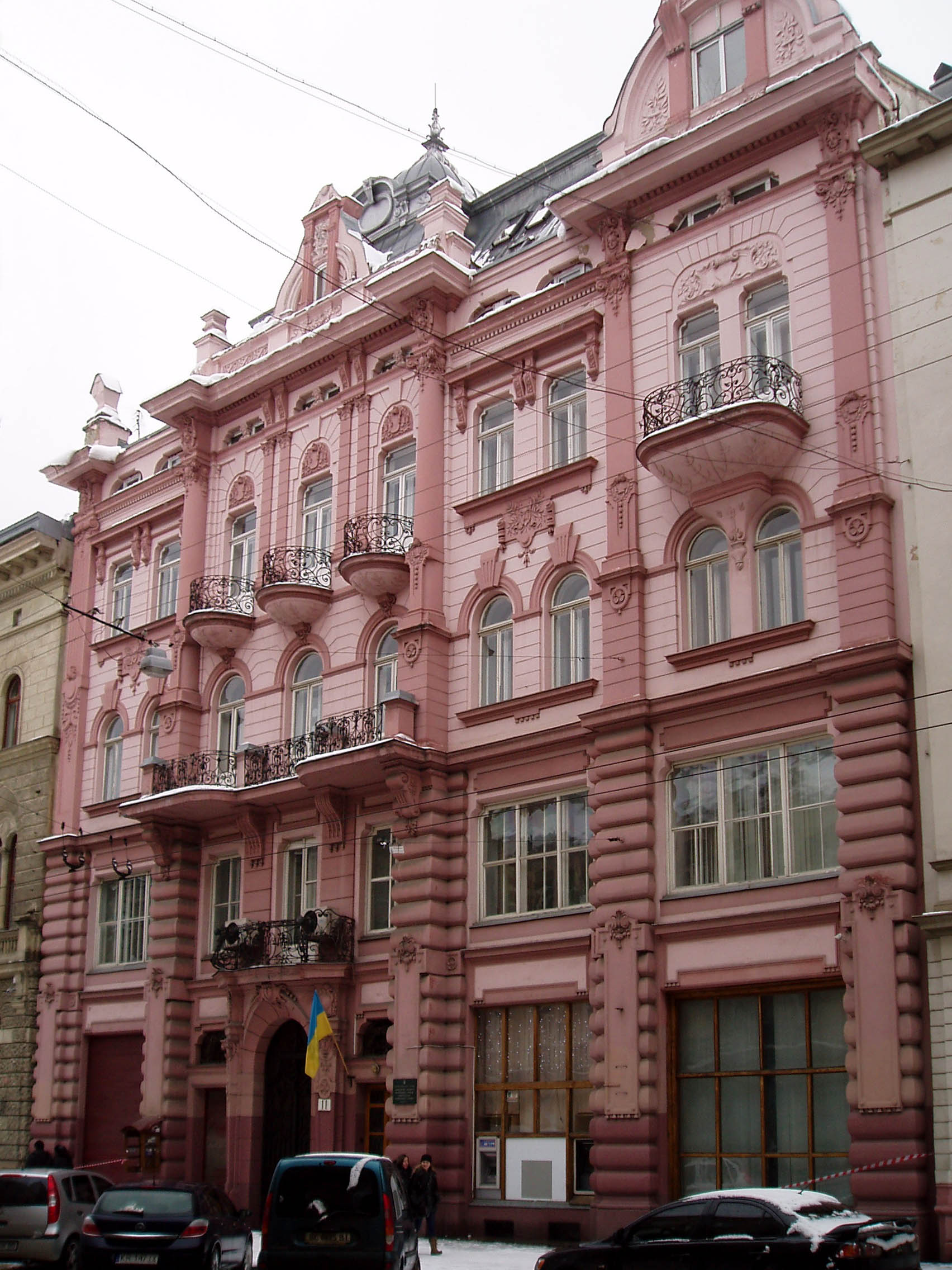
Второй корпус Львовского банковского института

Основан 10 мая 1940 года как Львовский финансово-экономический техникум на базе экономического лицея для женщин имени Королевы Ядвиги, который существовал с 1887 года. В период Великой Отечественной войны техникум прекратил свою деятельность и восстановил её 24 октября 1944 года.
5 ноября 1948 года техникум получил название Львовский финансово-кредитный техникум и был переведен в подчинение Министерства финансов УССР. 4 сентября 1954 года техникум перешел у подчинение Государственного банка СССР как учётно-кредитный техникум. 12 декабря 1991 года техникум передан у подчинение Национального банка Украины и он получил название Львовский техникум банковского дела.
14 июня 1995 года изменено название учебного заведения на Львовский банковский колледж Национального банка Украины. Постановлениями Кабинета Министров Украины от 28 января 2000 года и Правления Национального банка Украины от 17 февраля 2000 года на базе Львовского банковского колледжа создан Львовский банковский институт Национального банка Украины.

## Факультеты
- Факультет банковских и информационных технологий
- Финансово-экономический факультет
- Факультет заочного образования и переподготовки

## Инфраструктура
- Учебные аудитории;
- Компьютерные лаборатории и классы;
- Лаборатория интернета;
- Интернет-клуб;
- Редакционно-издательский центр;
- Библиотека с филиалами и читальными залами;
- Конференц-зал;
- Студенческий клуб;
- Общежитие;
- Мини-отель для гостей;
- Буфеты.

## Учебные корпуса
Три учебные корпуса — памятники архитектуры ХVІІІ-ХІХ столетий привлекают своей эстетикой как в интерьере так и снаружи и являются объектом гордости института.